# Р1
Р1 — харьковский вечерний и ночной телеканал, который начал свое вещание 1 сентября 2004 года.

## Программы

### Программы, которые транслируются
- Вечерние новости[2]
- Вечерние новости. Дайджест
- Точка зрения (укр. Точка зору)
- Комментарии (укр. Коментарі)
- Ремарки
- Расклады[3](укр. Розклади)
- Дитятко
- P1 Hit

### Архивные программы
- Без цвета (укр. Без кольору)
- Любимый город
- Выводы (укр. Висновки)
- Несложные вопросы (укр. Нескладні питання)
- Харьков в мировой литературе
- Формула здоровья
- Шедевры изобразительного искусства
- Сделано в Харькове
- Прямая линия
- Персона
- . . . про Страну (укр. …Про країну)
- Сноб
- Ритм
- TV-каталог
- Дом проектов[4](укр. Будинок проектів)
- Крупным планом (укр. Крупним планом)
- Rap Обойма

## История
Телеканал начал свое вещание 1 сентября 2004. В эфире телеканала транслируются информационные, развлекательные и детские программы. Ведет свое вещание 6 часов в сутки. До 31 декабря 2017 года вёл вещание вместе с телеканалом ОТБ. .
С 1 января 2018 года по 1 апреля 2021 года телеканал вещал самостоятельно .
С 2020 года в эфир вышли такие программы как: «Ремарки», «Выводы» и «Расклады».
2 апреля 2021 года вновь ведёт вещание вместе с телеканалом «UA: Харьков» в аналоговом вещании. Однако в январе 2022 года канал UA: Харьков прекратил вещание на частоте телеканала Р1.
24 февраля 2022 года канал прекратил своё вещание. Сайт канала также был закрыт.